# Colobostema hirsutum
Colobostema hirsutum är en tvåvingeart som beskrevs av Cook 1971. Colobostema hirsutum ingår i släktet Colobostema och familjen dyngmyggor. Inga underarter finns listade i Catalogue of Life.